# Обдам
Обдам (нід. Obdam, нід. вимова: [ɔbˈdɑm] ( прослухати)) — село в нідерландській провінції Північна Голландія. Входить до муніципалітету Коггенланд.
Його площа становить 11,25 км², а населення станом на 2021 рік складало 5 925 осіб.
До початку 2007 року мало статус окремого муніципалітету.